# Klaus W. Wellershoff
Klaus Wilhelm Wellershoff (* 13. Februar 1964 in Wilhelmshaven) ist ein deutscher Ökonom.

## Leben
Wellershoff absolvierte bei der Kölner Privatbank Sal. Oppenheim eine Banklehre. Anschließend studierte er an der Universität St. Gallen Volkswirtschaftslehre und Betriebswirtschaftslehre. 1996 wurde er in St. Gallen über Finanzmärkte im politisch-ökonomischen Prozess promoviert. Er war Visiting Fellow am Department of Economics der Harvard University.
1995 wurde Wellershoff Chefökonom beim Schweizerischen Bankverein (SBV) und 1998, bei der Fusion des SBV mit der Schweizerischen Bankgesellschaft (SBG) zur UBS, auch deren Chefökonom bis 2009. Ab 2003 leitete er zudem das gesamte Research der Division Wealth Management und Business Banking und war für diesen Unternehmensteil Leiter des Anlageausschusses. Anders als gelegentlich behauptet war er nie Mitglied der Konzernleitung der UBS.
2009 gründete Wellershoff das Beratungsunternehmen Wellershoff & Partners, das er auch selber leitet.
2005 wurde er in den Geschäftsleitenden Ausschuss der Forschungsgemeinschaft für Nationalökonomie an der Universität St. Gallen (FGN-HSG) gewählt, seit 2011 ist er deren Präsident. Er ist im Stiftungsrat der World Demographic Association und gehört dem Verwaltungsrat der Schindler Holding an.
Seit 2009 ist er Kolumnist bei der Handelszeitung und nimmt jeweils freitags an der Sendung Wirtschaftswoche von Radio DRS 4 teil. Seit 2011 ist er Honorarprofessor für angewandte Volkswirtschaft an der Universität St. Gallen.
Er ist verheiratet, Vater von vier Söhnen und lebt in der Schweiz.

## Publikationen
- Finanzmärkte im politisch-ökonomischen Prozess. Wellershoff, Klaus Wilhelm, 1996
- Plädoyer für eine bescheidenere Ökonomie. Wellershoff, Klaus Wilhelm. Zürich: NZZ Libro, 2018